# Riccardo Capaccioni
Riccardo Capaccioni (Ventimiglia, 7 giugno 1977) è un boccista e dirigente sportivo italiano.
Boccista di categoria A dal 2000 al 2010, nella specialità Volo è stato campione italiano per società categoria B con la U.B. Roverino nel 1998, campione europeo per club e campione italiano per società categoria A con la Ferrero-Caudera di Pinerolo nel 2000, campione italiano individuale categoria B con la U.B. Roverino nel 2001 e vincitore di coppa Italia serie B sempre con la U.B. Roverino nel 2006. Nella specialità Pétanque è stato campione italiano a coppie serie B nel 2001, campione italiano serie A2 nel 2003 e campione italiano a terne categoria C nel 2016. Tutti i titoli di Pétanque sono stati vinti indossando la maglia della U.B. Roverino.
Dal maggio del 2017 è CT della nazionale italiana di bocce nelle specialità volo e pétanque

## Carriera

### Bocciatore
Ha esordito nel 1990 nella categoria Allievi under 14 con la maglia della U.B. Roverino con la quale, tre anni dopo, nel 1993, debuttava giovanissimo in serie A. Da quella stagione ed ininterrottamente fino al 2010 ha sempre gareggiato nella massima serie nazionale. Nella stagione 2000 vestì i colori della Ferrero-Caldera affiancando giocatori quali Sturla, Bruzzone, Suini, Bellabene, Caudera e Granaglia. Nel 2004 fu ceduto alla Beinettese. Nella specialità Pétanque ha vestito i colori della Taggese, GSP Ventimiglia e U.B. Roverino. Per cinque stagioni è stato anche azzurro della F.I.B. ed è l'unico italiano ad aver vinto, nella medesima stagione, i due massimi campionati di specialità Volo e Pétanque.

### Commissario tecnico della nazionale di bocce
Il da maggio 2017, con la nomina ufficiale da parte del Consiglio Federale della Federazione Italiana Bocce, si insedia come commissario tecnico delle nazionali italiane senior maschili e femminili di bocce. Debutta alla guida degli azzurri ai World Games di Wroclaw in Polonia, dove porta gli atleti da lui allenati alla conquista una medaglia d'oro  nella Pétanque a coppie maschili (Rizzi/Dutto) e un bronzo nel tiro di precisione a coppie (Rizzi/Rizzi). Successivamente, agli Europei di Saint Pierre les Elbeuf, chiude il medagliere con l'argento a terne maschili (Rizzi, Dutto, Cocciolo e Goffredo) il bronzo di Rizzi nella precisione e il bronzo a squadre femminile. Purtroppo, in quello stesso campionato, ci sarà la cocente sconfitta in finale contro i cugini d'oltralpe, gara che gli azzurri non raggiungevano dal 1978. La stagione 2017 si chiude con lo storico bronzo femminile a squadre (Sacco, Petulicchio, Rattenni, Romeo) nei mondiali di Kaihua in Cina.

## Palmarès
- 1998 (U.B. Roverino, una vittoria)

Campione italiano a squadre Categoria B
- 2000 (Ferrero-Caudera, due vittorie)

Campione europeo a squadre
Campione italiano a squadre categoria A
- 2001 (U.B. Roverino, una vittoria)

Campione italiano individuale Categoria B
- 2001 (U.B. Roverino, una vittoria)

Campione italiano a coppie serie B Pétanque
- 2003 (U.B. Roverino, una vittoria)

Campione italiano serie A2 Pétanque
- 2006 (U.B. Roverino, una vittoria)

Coppa Italia a squadre Categoria B
- 2016 (U.B. Roverino, una vittoria)

Campione italiano a terne Categoria C